# Ян Маркош
Ян Маркош (словац. Ján Markoš; нар. 2 липня 1985, Банська Бистриця) – словацький шахіст, гросмейстер від 2007 року.

## Шахова кар'єра
1997 року став у Жиліні чемпіоном Словаччини серед юніорів до 12 років. Рік по тому дебютував у фіналі чемпіонату країни. У 1999 році здобув чергові золоті медалі у категоріях юніорів до 14 та 16 років. 2000 року в Халкідіках став чемпіоном Європи серед юніорів до 16 років, переміг на чемпіонаті Словаччини серед юніорів до 16 років, а також досягнув значного успіху, перемігши на чемпіонаті країни, який відбувся за швейцарською системою у Зволені. Рік по тому в Братиславі став чемпіоном країни в категорії до 20 років. У 2006 році поділив 1-ше місце (разом з Томашем Петриком) на чемпіонаті Словаччини, який відбувся в Банській Штявниці, але через нижчий додатковий показник отримав срібну медаль. 2007 року знову здобув срібну медаль на чемпіонаті країни. 2008 року поділив 1-ше місце на міжнародному чемпіонаті Шотландії, який відбувся в Глазго.
П'ять разів (у 2000-2010 роках) представляв національну збірну на шахових олімпіадах, а також (2001) на командній першості Європи.
Найвищий рейтинг Ело в кар'єрі мав станом на 1 вересня 2011 року, досягнувши 2596 очок займав тоді 1-ше місце серед словацьких шахістів.

## Зміни рейтингу
| На цьому місці має відображатися графік чи діаграма, однак з технічних причин його відображення наразі вимкнено. Будь ласка, не видаляйте код, який викликає це повідомлення. Розробники вже працюють для того, щоби відновити штатне функціонування цього графіка або діаграми. | |
| | На цьому місці має відображатися графік чи діаграма, однак з технічних причин його відображення наразі вимкнено. Будь ласка, не видаляйте код, який викликає це повідомлення. Розробники вже працюють для того, щоби відновити штатне функціонування цього графіка або діаграми. |